# Bhushan Steel
Bhushan Steel è il più grande produttore di acciaio auto-temprante in India e sta spendendo 260 miliardi di rupie per espandere la sua capacità fino a 12 milioni di tonnellate annue, dall'attuale capacità di un milione di tonnellate.
Fu fondata nel 1987.